# Chitonanthus indutus
Chitonanthus indutus is een zeeanemonensoort. De anemoon komt uit het geslacht Chitonanthus. Chitonanthus indutus werd in 1918 voor het eerst wetenschappelijk beschreven door Gravier. 